# Discophlebia celaena
Discophlebia celaena là một loài bướm đêm thuộc họ Oenosandridae. Nó được tìm thấy ở south-east quarter of Úc.
Sải cánh dài khoảng 40 mm.